# Viipassaaret
Viipassaaret (enaresamiska: Vijbbáásuolluuh) är öar i Finland. De ligger i sjön Enare träsk och i kommunen Enare i den ekonomiska regionen Norra Lappland och landskapet Lappland, i den norra delen av landet, 1 000 km norr om huvudstaden Helsingfors. Öns största längd är 1,3 kilometer i öst-västlig riktning. Notera att namnet antyder att det är fråga om flera öar.